# MotoGP
Le MotoGP (Grand Prix Moto), catégorie 1 000 cm3, est un format de course de vitesse moto sur circuit. La compétition se déroule de mars à novembre sous la forme d'un championnat du monde. Toutes les machines sont des prototypes. Les constructeurs sont directement impliqués dans leur conception.
Depuis le championnat 2012, la réglementation augmente la cylindrée maximale autorisée de 200 cm3 par rapport au championnat 2011, la portant à 1 000 cm3 maximum, ce qui n'interdit pas les cylindrées inférieures.

## Généralités
C'est en 1949 que la Fédération internationale de motocyclisme (FIM) organise le premier championnat du monde,. Aujourd'hui, elle intervient dans le domaine de la réglementation, la société Dorna Sports détenant de son côté les droits commerciaux de la discipline.
Le MotoGP est la catégorie reine des courses de vitesse motocycles, les catégories Moto3 et Moto2 sont quant à elles les classes où les jeunes pilotes font leurs armes. Les motos sont des prototypes, contrairement à la catégorie Superbike qui rassemble des motos de série modifiées selon des critères définis par la réglementation. Il y a donc un aspect technologique qui oblige les équipes à faire un travail de recherche et développement souvent coûteux, ce qui explique également le statut d'élite qui est associé au MotoGP.
En 2002, les moteurs 500 cm3 deux-temps (cylindrée de la catégorie reine depuis 1949) sont remplacés par des quatre-temps de 990 cm3 en MotoGP, puis la réglementation 2007 a réduit la cylindrée à 800 cm3, interdisant l'usage d'autres moteurs.
Pour la saison 2012, afin de ne pas créer d'amalgame avec le Moto2, doté depuis 2010 d'un moteur 4-temps de 600 cm3, la Commission fixe la cylindrée à 1 000 cm3 avec obligatoirement quatre cylindres dont le diamètre unitaire maximum est fixé à 81 mm. Pour conserver un plateau fourni, les CRT (Claiming Rules Teams), catégorie de motos utilisant un moteur de série de 1 000 cm3 monté sur un châssis libre, font leur apparition pour les écuries privées.
Pour le championnat 2014, les CRT sont remplacés par les Open, en opposition aux machines d'usines (appelées factory). Le but étant de réduire les coûts de développement pour des écuries qui n'ont pas les mêmes moyens que les grosses structures, tout en préservant une réelle compétitivité.
En 2016, la catégorie Open disparaît avec la mise en place d'un boîtier électronique unique, la contenance de réservoir fixée à 22 litres pour tous, le diamètre de la roue arrière passe à 17" au lieu de 16,5" et le manufacturier de pneumatiques unique est Michelin.

## Circuit mondial

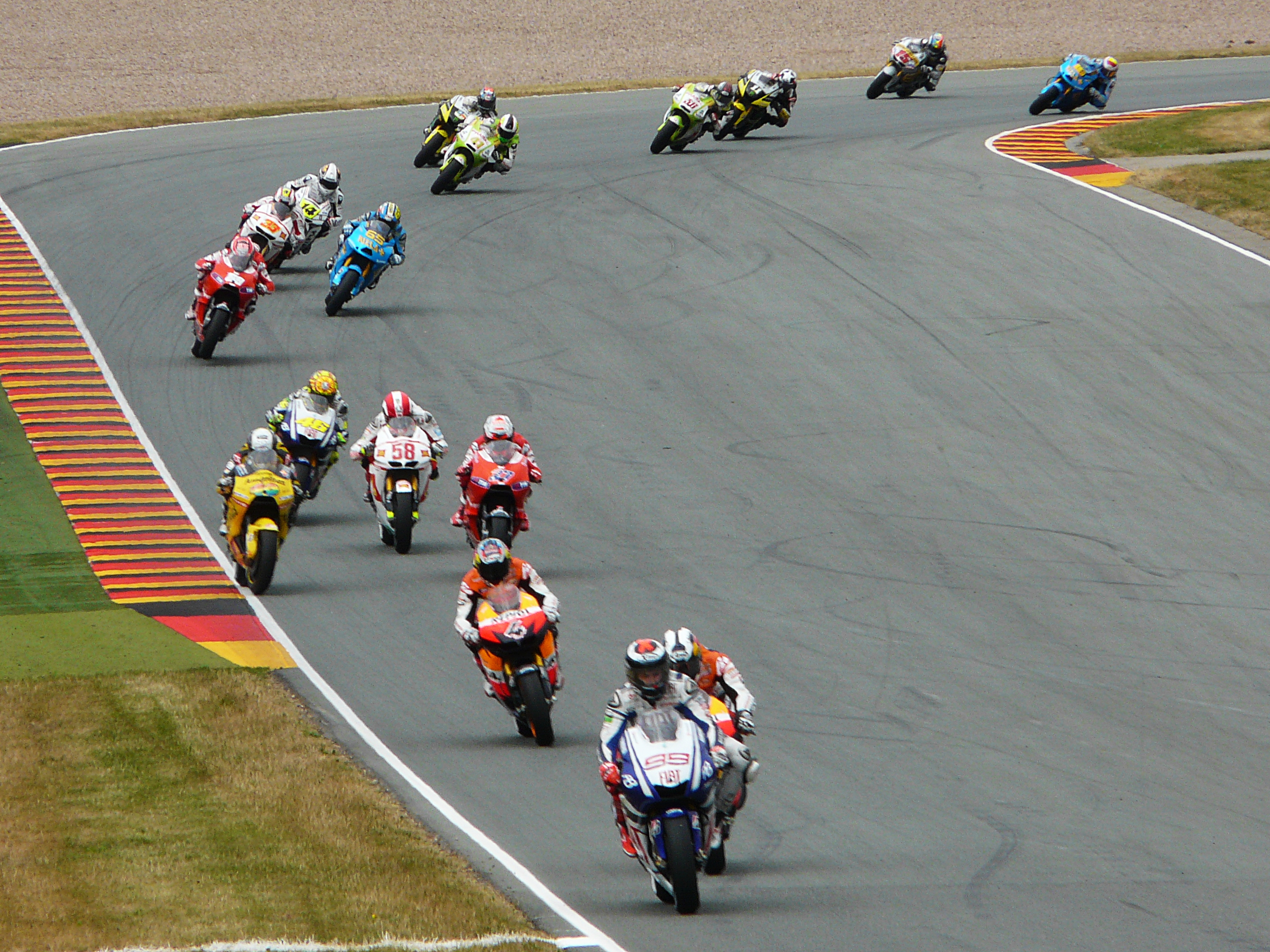
MotoGP au Grand Prix moto d'Allemagne 2010.

Les Championnats du monde de vitesse moto regroupent les courses de motos sur circuit du niveau mondial en Grand Prix. Ils sont organisés sous l'égide de la Fédération internationale de motocyclisme (FIM). Contrairement aux autres championnats, toutes les machines en compétition sont des prototypes (seules les Moto2 sont dotées d'un moteur commun à toutes les équipes, fourni par Triumph).

## Déroulement des Grands Prix
La compétition se déroule sur trois jours, habituellement du vendredi au dimanche, jour de la course. Le nombre de séances d'essais (Free Practice ou « FP ») a évolué plusieurs fois.
Pour les qualifications, qui se tiennent le samedi, la première séance dénommée « Q1 » regroupera tous les pilotes classés à partir de la onzième place sur le classement combiné des trois premières séances d'essais libres et durera quinze minutes. Les deux pilotes les plus rapides de cette courte séance auront l'opportunité de rejoindre les dix qui avaient été les plus rapides lors des trois premières séances d'essais libres pour une séance « Q2 » qui regroupera donc douze pilotes et qui déterminera les douze premières positions sur la grille de départ.
Programme officiel pour la catégorie MotoGP uniquement :
Vendredi :
- matin (FP1) : 45 minutes d'essais libres

- après-midi (PR) : 60 minutes d'essais libres

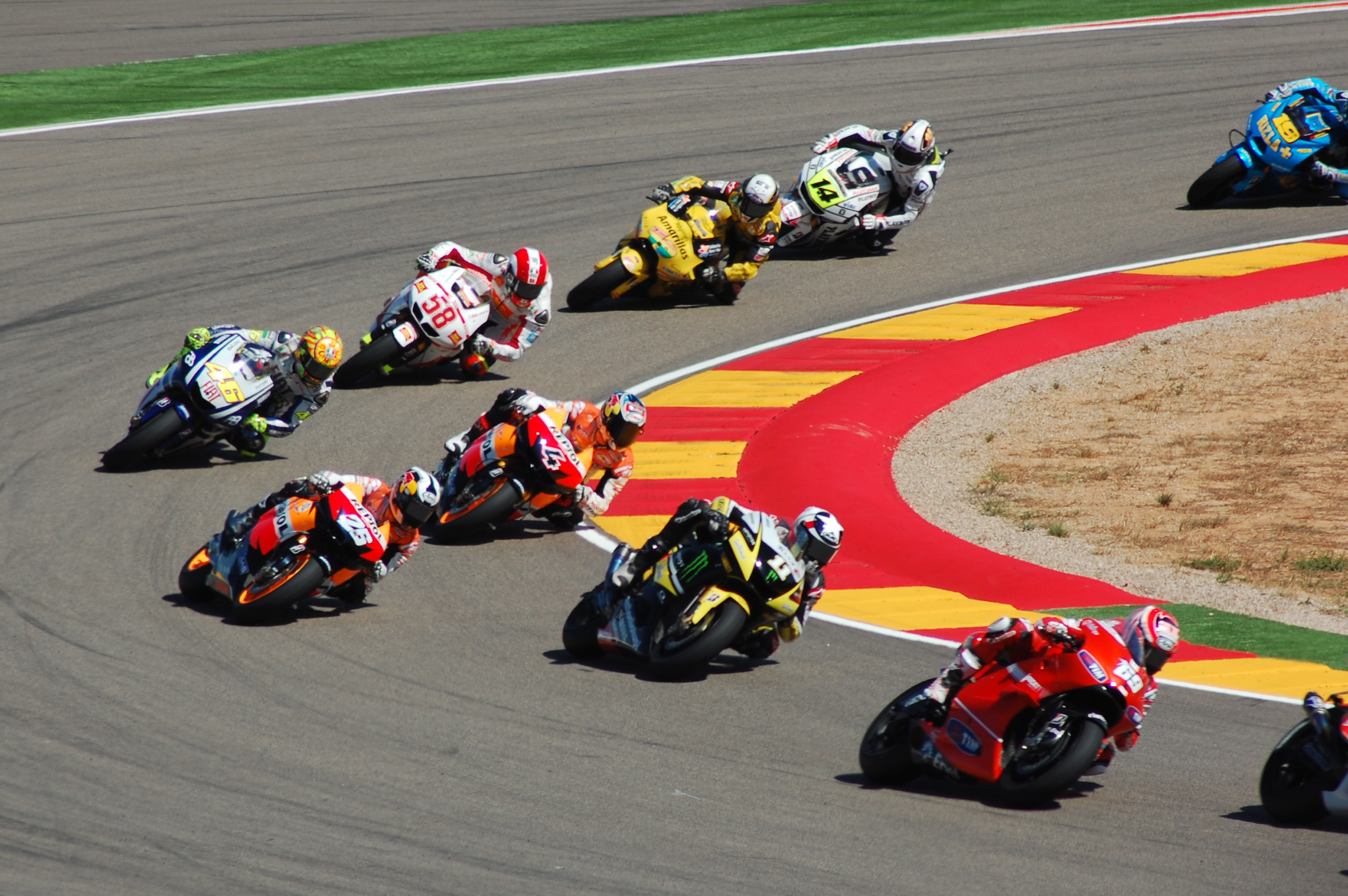
Catégorie Moto GP au Grand Prix d'Aragon 2010.

(Les 10 pilotes dans le top 10 de la PR n'ont pas besoin de rouler en Q1)
Samedi :
- matin (FP2) : 30 minutes d'essais libres
- après-midi (Q1) et (Q2) : 15 minutes chacune
- après-midi course sprint (Nombre de tours divisé par 2)

 (2 pilotes peuvent être repêché en Q1 pour passer en Q2)
Dimanche :
- matin : 10 minutes de warm up
- après-midi : course selon un nombre de tours déterminé en fonction de la longueur du circuit car la distance maximale parcourue ne peut dépasser 120 km.

Exceptions :
- Jusqu'à la saison 2015, la course du Grand Prix des Pays-Bas (Assen) avait lieu le samedi et le calendrier y était avancé d'un jour.

Lors du départ de la course, les pilotes sont disposés par rangées de trois. L'ordre de la grille de départ est défini par le classement lors de la séance de qualifications. Celui qui a réalisé le tour le plus rapide part en première position (pole position). Il y a un nombre prédéfini de tours selon la longueur du circuit. Les courses durent en général 45 minutes) et les interventions techniques lors d'arrêts aux stands sont interdites sauf en cas de changement de conditions météorologiques (afin par exemple, en cas de pluie, de changer de moto pour prendre celle équipée de pneus pluie).

### Courses sprint à partir de 2023
À partir de la saison 2023, une course sprint est ajoutée au déroulement des week-ends. Elle a lieu le samedi à 15h heure locale, en complément de la course du dimanche. Les séances de qualifications Q1 et Q2, qui sont avancées au samedi matin, continuent de déterminer la grille de départ pour les 2 courses.
La course sprint couvre la moitié de la distance de la course du dimanche.
Les pilotes obtiennent la moitié des points de la course du dimanche (jusqu'à la 9e place). Ces points sont identifiés dans une nouvelle statistique dédiée. Ainsi une victoire de course sprint ne sera pas comptabilisée comme une victoire de Grand Prix. Par contre les points gagnés en course sprint sont bien comptabilisés au classement du championnat des pilotes.

## Attribution des points
| Position | 1er | 2e | 3e | 4e | 5e | 6e | 7e | 8e | 9e | 10e | 11e | 12e | 13e | 14e | 15e |
| -------- | --- | -- | -- | -- | -- | -- | -- | -- | -- | --- | --- | --- | --- | --- | --- |
| Points   | 25  | 20 | 16 | 13 | 11 | 10 | 9  | 8  | 7  | 6   | 5   | 4   | 3   | 2   | 1   |

| Position | 1er | 2e | 3e | 4e | 5e | 6e | 7e | 8e | 9e |
| -------- | --- | -- | -- | -- | -- | -- | -- | -- | -- |
| Points   | 12  | 9  | 7  | 6  | 5  | 4  | 3  | 2  | 1  |

## Champions du monde MotoGP /500cm3

### Titres par année
| Saison | Vainqueur 500 cm3            | Deuxième          | Troisième         |
| ------ | ---------------------------- | ----------------- | ----------------- |
| 1949   | Leslie Graham (AJS)          | Nello Pagani      | Arciso Artesiani  |
| 1950   | Umberto Masetti (Norton)     | Geoff Duke        | Leslie Graham     |
| 1951   | Geoff Duke (Norton)          | Alfredo Milani    | Umberto Masetti   |
| 1952   | Umberto Masetti (Gilera)     | Leslie Graham     | Reg Armstrong     |
| 1953   | Geoff Duke (Gilera)          | Reg Armstrong     | Alfredo Milani    |
| 1954   | Geoff Duke (Gilera)          | Ray Amm           | Ken Kavanagh      |
| 1955   | Geoff Duke (Gilera)          | Reg Armstrong     | Umberto Masetti   |
| 1956   | John Surtees (MV Agusta)     | Walter Zeller     | John Hartle       |
| 1957   | Libero Liberati (Gilera)     | Bob McIntyre      | John Surtees      |
| 1958   | John Surtees (MV Agusta)     | John Hartle       | Geoff Duke        |
| 1959   | John Surtees (MV Agusta)     | Remo Venturi      | Bob Brown         |
| 1960   | John Surtees (MV Agusta)     | Remo Venturi      | John Hartle       |
| 1961   | Gary Hocking (MV Agusta)     | Mike Hailwood     | Frank Perris      |
| 1962   | Mike Hailwood (MV Agusta)    | Alan Shepherd     | Phil Read         |
| 1963   | Mike Hailwood (MV Agusta)    | Alan Shepherd     | John Hartle       |
| 1964   | Mike Hailwood (MV Agusta)    | Jack Ahearn       | Phil Read         |
| 1965   | Mike Hailwood (MV Agusta)    | Giacomo Agostini  | Paddy Driver      |
| 1966   | Giacomo Agostini (MV Agusta) | Mike Hailwood     | Jack Findlay      |
| 1967   | Giacomo Agostini (MV Agusta) | Mike Hailwood     | John Hartle       |
| 1968   | Giacomo Agostini (MV Agusta) | Jack Findlay      | Gyula Marsovsky   |
| 1969   | Giacomo Agostini (MV Agusta) | Gyula Marsovsky   | Godfrey Nash      |
| 1970   | Giacomo Agostini (MV Agusta) | Ginger Molloy     | Angelo Bergamonti |
| 1971   | Giacomo Agostini (MV Agusta) | Keith Turner      | Rob Bron          |
| 1972   | Giacomo Agostini (MV Agusta) | Alberto Pagani    | Bruno Kneubühler  |
| 1973   | Phil Read (MV Agusta)        | Kim Newcombe      | Giacomo Agostini  |
| 1974   | Phil Read (MV Agusta)        | Franco Bonera     | Teuvo Lansivuori  |
| 1975   | Giacomo Agostini (Yamaha)    | Phil Read         | Hideo Kanaya      |
| 1976   | Barry Sheene (Suzuki)        | Teuvo Lansivuori  | Pat Hennen        |
| 1977   | Barry Sheene (Suzuki)        | Steve Baker       | Pat Hennen        |
| 1978   | Kenny Roberts (Yamaha)       | Barry Sheene      | Johnny Cecotto    |
| 1979   | Kenny Roberts (Yamaha)       | Virginio Ferrari  | Barry Sheene      |
| 1980   | Kenny Roberts (Yamaha)       | Randy Mamola      | Marco Lucchinelli |
| 1981   | Marco Lucchinelli (Suzuki)   | Randy Mamola      | Kenny Roberts     |
| 1982   | Franco Uncini (Suzuki)       | Graeme Crosby     | Freddie Spencer   |
| 1983   | Freddie Spencer (Honda)      | Kenny Roberts     | Randy Mamola      |
| 1984   | Eddie Lawson (Yamaha)        | Randy Mamola      | Raymond Roche     |
| 1985   | Freddie Spencer (Honda)      | Eddie Lawson      | Christian Sarron  |
| 1986   | Eddie Lawson (Yamaha)        | Wayne Gardner     | Randy Mamola      |
| 1987   | Wayne Gardner (Honda)        | Randy Mamola      | Eddie Lawson      |
| 1988   | Eddie Lawson (Yamaha)        | Wayne Gardner     | Wayne Rainey      |
| 1989   | Eddie Lawson (Honda)         | Wayne Rainey      | Christian Sarron  |
| 1990   | Wayne Rainey (Yamaha)        | Kevin Schwantz    | Michael Doohan    |
| 1991   | Wayne Rainey (Yamaha)        | Michael Doohan    | Kevin Schwantz    |
| 1992   | Wayne Rainey (Yamaha)        | Michael Doohan    | John Kocinski     |
| 1993   | Kevin Schwantz (Suzuki)      | Wayne Rainey      | Daryl Beattie     |
| 1994   | Michael Doohan (Honda)       | Luca Cadalora     | John Kocinski     |
| 1995   | Michael Doohan (Honda)       | Daryl Beattie     | Luca Cadalora     |
| 1996   | Michael Doohan (Honda)       | Álex Crivillé     | Luca Cadalora     |
| 1997   | Michael Doohan (Honda)       | Tadayuki Okada    | Nobuatsu Aoki     |
| 1998   | Michael Doohan (Honda)       | Max Biaggi        | Álex Crivillé     |
| 1999   | Álex Crivillé (Honda)        | Kenny Roberts Jr  | Tadayuki Okada    |
| 2000   | Kenny Roberts Jr (Suzuki)    | Valentino Rossi   | Max Biaggi        |
| 2001   | Valentino Rossi (Honda)      | Max Biaggi        | Loris Capirossi   |
| Saison | Vainqueur MotoGP             | Deuxième          | Troisième         |
| 2002   | Valentino Rossi (Honda)      | Max Biaggi        | Tohru Ukawa       |
| 2003   | Valentino Rossi (Honda)      | Sete Gibernau     | Max Biaggi        |
| 2004   | Valentino Rossi (Yamaha)     | Sete Gibernau     | Max Biaggi        |
| 2005   | Valentino Rossi (Yamaha)     | Marco Melandri    | Nicky Hayden      |
| 2006   | Nicky Hayden (Honda)         | Valentino Rossi   | Loris Capirossi   |
| 2007   | Casey Stoner (Ducati)        | Daniel Pedrosa    | Valentino Rossi   |
| 2008   | Valentino Rossi (Yamaha)     | Casey Stoner      | Daniel Pedrosa    |
| 2009   | Valentino Rossi (Yamaha)     | Jorge Lorenzo     | Daniel Pedrosa    |
| 2010   | Jorge Lorenzo (Yamaha)       | Daniel Pedrosa    | Valentino Rossi   |
| 2011   | Casey Stoner (Honda)         | Jorge Lorenzo     | Andrea Dovizioso  |
| 2012   | Jorge Lorenzo (Yamaha)       | Daniel Pedrosa    | Casey Stoner      |
| 2013   | Marc Márquez (Honda)         | Jorge Lorenzo     | Daniel Pedrosa    |
| 2014   | Marc Márquez (Honda)         | Valentino Rossi   | Jorge Lorenzo     |
| 2015   | Jorge Lorenzo (Yamaha)       | Valentino Rossi   | Marc Márquez      |
| 2016   | Marc Márquez (Honda)         | Valentino Rossi   | Jorge Lorenzo     |
| 2017   | Marc Márquez (Honda)         | Andrea Dovizioso  | Maverick Viñales  |
| 2018   | Marc Márquez (Honda)         | Andrea Dovizioso  | Valentino Rossi   |
| 2019   | Marc Márquez (Honda)         | Andrea Dovizioso  | Maverick Viñales  |
| 2020   | Joan Mir (Suzuki)            | Franco Morbidelli | Álex Rins         |
| 2021   | Fabio Quartararo (Yamaha)    | Francesco Bagnaia | Joan Mir          |
| 2022   | Francesco Bagnaia (Ducati)   | Fabio Quartararo  | Enea Bastianini   |
| 2023   | Francesco Bagnaia (Ducati)   | Jorge Martin      | Marco Bezzecchi   |
| 2024   | Jorge Martin (Ducati)        | Francesco Bagnaia | Marc Márquez      |

## Records en500cm3et MotoGP
Mise à jour après le Grand Prix moto de Valence 2024.

### Nombres de titres
| Titres | Pilote            | Saison                                         |
| ------ | ----------------- | ---------------------------------------------- |
| 8      | Giacomo Agostini  | 1966, 1967, 1968, 1969, 1970, 1971, 1972, 1975 |
| 7      | Valentino Rossi   | 2001, 2002, 2003, 2004, 2005, 2008, 2009       |
| 6      | Marc Márquez      | 2013, 2014, 2016, 2017, 2018, 2019             |
| 5      | Michael Doohan    | 1994, 1995, 1996, 1997, 1998                   |
| 4      | Geoff Duke        | 1951, 1953, 1954, 1955                         |
| 4      | Mike Hailwood     | 1962, 1963, 1964, 1965                         |
| 4      | John Surtees      | 1956, 1958, 1959, 1960                         |
| 4      | Eddie Lawson      | 1984, 1986, 1988, 1989                         |
| 3      | Kenny Roberts     | 1978, 1979, 1980                               |
| 3      | Wayne Rainey      | 1990, 1991, 1992                               |
| 3      | Jorge Lorenzo     | 2010, 2012, 2015                               |
| 2      | Umberto Masetti   | 1950, 1952                                     |
| 2      | Phil Read         | 1973, 1974                                     |
| 2      | Barry Sheene      | 1976, 1977                                     |
| 2      | Freddie Spencer   | 1983, 1985                                     |
| 2      | Casey Stoner      | 2007, 2011                                     |
| 2      | Francesco Bagnaia | 2022, 2023                                     |
| 1      | Leslie Graham     | 1949                                           |
| 1      | Libero Liberati   | 1957                                           |
| 1      | Gary Hocking      | 1961                                           |
| 1      | Marco Lucchinelli | 1981                                           |
| 1      | Franco Uncini     | 1982                                           |
| 1      | Wayne Gardner     | 1987                                           |
| 1      | Kevin Schwantz    | 1993                                           |
| 1      | Alex Crivillé     | 1999                                           |
| 1      | Kenny Roberts Jr  | 2000                                           |
| 1      | Nicky Hayden      | 2006                                           |
| 1      | Joan Mir          | 2020                                           |
| 1      | Fabio Quartararo  | 2021                                           |
| 1      | Jorge Martin      | 2024                                           |

  *en vert les pilotes encore en activité.
- Plus grand nombre de titres consécutifs : 7 :  Giacomo Agostini (1966-1972)
- Plus jeune champion du monde MotoGP/500 cm3 :  Marc Márquez, à 20 ans et 266 jours.
- Plus vieux champion du monde MotoGP/500 cm3 :  Leslie Graham, à 37 ans et 341 jours.

### Victoires
Mise à jour après le grand prix d'Autriche 2025.
| #  | Pilote            | Nombre de victoires |
| -- | ----------------- | ------------------- |
| 1  | Valentino Rossi   | 89                  |
| 2  | Marc Márquez      | 71                  |
| 3  | Giacomo Agostini  | 68                  |
| 4  | Mick Doohan       | 54                  |
| 5  | Jorge Lorenzo     | 47                  |
| 6  | Casey Stoner      | 38                  |
| 7  | Mike Hailwood     | 37                  |
| 8  | Eddie Lawson      | 31                  |
| 8  | Dani Pedrosa      | 31                  |
| 10 | Francesco Bagnaia | 30                  |
| 11 | Kevin Schwantz    | 25                  |
| 12 | Wayne Rainey      | 24                  |
| 13 | John Surtees      | 22                  |
| 13 | Geoff Duke        | 22                  |
| 13 | Kenny Roberts     | 22                  |

  *en vert les pilotes encore en activité.
- Plus grand nombre de victoires consécutives : 20 :  Giacomo Agostini (1968-1969)
- Plus grand nombre de victoires lors d'une saison : 13 :  Marc Márquez (2014)
- Plus grand nombre de victoires consécutives lors d'une saison : 10 :  Giacomo Agostini (1968, 1969, 1970) ;  Michael Doohan (1997) ;  Marc Márquez (2014)

### Podium
Mise à jour après le grand prix d'Autriche 2025.
| #  | Pilote            | Nombre de podiums |
| -- | ----------------- | ----------------- |
| 1  | Valentino Rossi   | 199               |
| 2  | Marc Marquez      | 122               |
| 3  | Jorge Lorenzo     | 114               |
| 4  | Dani Pedrosa      | 112               |
| 5  | Mick Doohan       | 95                |
| 6  | Giacomo Agostini  | 88                |
| 7  | Eddie Lawson      | 78                |
| 8  | Casey Stoner      | 69                |
| 9  | Wayne Rainey      | 64                |
| 10 | Andrea Dovizioso  | 62                |
| 11 | Max Biaggi        | 58                |
| 11 | Francesco Bagnaia | 58                |
| 13 | Randy Mamola      | 54                |
| 14 | Wayne Gardner     | 52                |
| 15 | Kevin Schwantz    | 51                |
| 15 | Alex Criville     | 51                |
| 17 | Mike Hailwood     | 48                |
| 18 | Loris Capirossi   | 42                |
| 19 | Barry Sheene      | 40                |
| 20 | Kenny Roberts     | 39                |
| 21 | Phil Read         | 34                |

  *en vert les pilotes encore en activité.
- Plus grand nombre de podiums consécutifs : 23 ;  Valentino Rossi (2002-2004)
- Plus grand nombre de podiums lors d'une saison : 18 ;  Marc Márquez (2019)
- Plus grand nombre de podiums consécutifs lors d'une saison : 16 ;  Valentino Rossi (2003) ;  Marc Márquez (2019)

### Victoires Sprint
Mise à jour après le grand prix d'Autriche 2025.
| ⩇:⩇ | Pilote            | Nombre de victoires sprint |
| --- | ----------------- | -------------------------- |
| 1   | Jorge Martin      | 16                         |
| 2   | Marc Márquez      | 13                         |
| 3   | Francesco Bagnaia | 11                         |
| 4   | Enea Bastianini   | 2                          |
| 4   | Maverick Viñales  | 2                          |
| 4   | Alex Marquez      | 2                          |
| 4   | Brad Binder       | 2                          |
| 8   | Aleix Espargaro   | 1                          |
| 8   | Marco Bezzecchi   | 1                          |

  *en vert les pilotes encore en activité.
- Plus grand nombre de victoires sprint consécutifs : 6 ;  Marc Marquez (2025)
- Plus grand nombre de victoires sprint lors d'une saison : 12 ;  Marc Marquez (2025)
- Plus grand nombre de victoires sprint consécutifs lors d'une saison : 6 ;  Marc Marquez (2025)

### Pole positions
Mise à jour après le Grand Prix de République Tchèque 2025.
| #  | Pilote            | Nombre de pole positions |
| -- | ----------------- | ------------------------ |
| 1  | Marc Márquez      | 73                       |
| 2  | Mick Doohan       | 58                       |
| 3  | Valentino Rossi   | 55                       |
| 4  | Jorge Lorenzo     | 43                       |
| 5  | Casey Stoner      | 39                       |
| 6  | Dani Pedrosa      | 31                       |
| 7  | Kevin Schwantz    | 29                       |
| 8  | Freddie Spencer   | 27                       |
| 9  | Francesco Bagnaia | 25                       |
| 10 | Max Biaggi        | 23                       |
| 11 | Jorge Martín      | 20                       |
| 11 | Fabio Quartararo  | 20                       |
| 13 | Barry Sheene      | 19                       |
| 13 | Wayne Gardner     | 19                       |

  *en vert les pilotes encore en activité.
- Plus grand nombre de pole positions consécutives : 12 ;  Mick Doohan (1997)
- Plus grand nombre de pole positions lors d'une saison : 13 ;  Marc Márquez (2014)
- Plus grand nombre de pole positions consécutives lors d'une saison : 12 ;  Mick Doohan (1997)

### Meilleurs tours en course
| #  | Pilote            | Nombre de meilleurs tours en course |
| -- | ----------------- | ----------------------------------- |
| 1  | Valentino Rossi   | 76                                  |
| 2  | Marc Márquez      | 71                                  |
| 3  | Giacomo Agostini  | 69                                  |
| 4  | Mick Doohan       | 46                                  |
| 5  | Dani Pedrosa      | 44                                  |
| 6  | Mike Hailwood     | 37                                  |
| 7  | Jorge Lorenzo     | 30                                  |
| 8  | Casey Stoner      | 29                                  |
| 9  | Kevin Schwantz    | 26                                  |
| 10 | Kenny Roberts     | 24                                  |
| 11 | Wayne Rainey      | 22                                  |
| 12 | Geoff Duke        | 21                                  |
| 12 | Eddie Lawson      | 21                                  |
| 14 | John Surtees      | 20                                  |
| 15 | Wayne Gardner     | 19                                  |
| 16 | Barry Sheene      | 18                                  |
| 16 | Freddie Spencer   | 18                                  |
| 16 | Francesco Bagnaia | 18                                  |

### Courses organisées
| #  | Circuit                            | Nombre de courses |
| -- | ---------------------------------- | ----------------- |
| 1  | TT Circuit Assen                   | 75                |
| 2  | Circuit de Brno                    | 51                |
| 3  | Circuit de Spa-Francorchamps       | 40                |
| 4  | Circuit de Jerez                   | 39                |
| 4  | Sachsenring                        | 39                |
| 6  | Circuit du Mugello                 | 38                |
| 7  | Circuit du Mans                    | 37                |
| 8  | Circuit de Barcelone-Catalogne     | 33                |
| 9  | Circuit de Misano Marco-Simoncelli | 33                |
| 10 | Snaefell Mountain Course           | 28                |
| 10 | Circuit de Phillip Island          | 28                |
| 12 | Circuit de Monza                   | 27                |
| 13 | Circuit de Valence Ricardo Tormo   | 26                |

## Numéros retirés du championnat

### MotoGP
- 34 : Kevin Schwantz[8],[9].
- 46 : Valentino Rossi, 9 fois champion du monde (1 en 125 cm3, 1 en 250 cm3, 1 en 500 cm3 et 6 en MotoGP).
- 58 : Marco Simoncelli, mort lors du Grand Prix moto de Malaisie 2011[8],[10].
- 65 : Loris Capirossi, pour « sa contribution au sport tout au long de sa carrière »[8],[11].
- 69 : Nicky Hayden, mort d'un accident de la circulation, pour son humilité et son honnêteté dans les paddocks[12].
- 74 : Daijiro Kato, mort à la suite d'une chute lors du Grand Prix moto du Japon 2003[8],[13].

### Moto2
- 48 : Shoya Tomizawa, mort lors du Grand Prix moto de Saint-Marin 2010[8],[14].
- 39 : Luis Salom, mort lors des essais libres du Grand Prix moto de Catalogne 2016[8],[15].

### Moto3
- 50 : Jason Dupasquier, mort au lendemain des qualifications du Grand Prix moto d'Italie 2021[16].

## Modèles de moto

### Abandonnés
- Aprilia RS Cube
- Honda RC211V
- Honda RC212V
- Kawasaki ZX-RR
- Suzuki GSV-R
- Suzuki GSX-RR

### Utilisés actuellement
- Aprilia RS-GP
- Ducati Desmosedici
- Honda RC213V
- KTM RC16
- Yamaha YZR-M1

## Jeux vidéo
Plusieurs jeux vidéo s'inspirent de la discipline :
- MotoGP pour PlayStation 2, édité par Namco en 2000 ;
- MotoGP 2 pour PlayStation 2, édité par Namco en 2002 ;
- MotoGP 3 pour PlayStation 2, édité par Namco en 2002 ;
- MotoGP: Ultimate Racing Technology, édité par THQ pour Xbox original en 2002 ;
- MotoGP: Ultimate Racing Technology 2, édité par THQ pour Xbox original en 2003 ;
- MotoGP: Ultimate Racing Technology 3, édité par THQ pour Xbox original en 2005 ;
- MotoGP 4 (en) pour PlayStation 2, édité par Namco en 2005 ;
- MotoGP (en) pour PSP, édité par Namco en 2006 ;
- MotoGP '06 pour Xbox 360, édité par THQ en 2006 ;
- MotoGP '07 pour Xbox 360, PlayStation 2 et PC, édité par THQ en 2007 ;
- MotoGP '08 (en) pour Wii, Xbox 360, PlayStation 3 et PC, édité par Capcom en 2008 (2009 pour la version Wii) ;
- MotoGP 09/10 (en) pour Wii, Xbox 360, PlayStation 3 et PC, édité par Capcom en 2009 avec mise à jour ;
- MotoGP 10/11 (en) pour Xbox 360 PlayStation 3, édité par Capcom en 2011 ;
- MotoGP 13 (en) pour Xbox 360, PlayStation 3, PC et PS Vita, édité par Milestone en 2013 ;
- MotoGP 14 pour Xbox 360, PlayStation 3, PC, PS Vita et PlayStation 4, édité par Milestone en 2014 ;
- MotoGP 15 pour Xbox 360, PlayStation 3, PC, PS Vita et PlayStation 4, édité par Milestone en 2015 ;
- MotoGP 17 pour Xbox One, PC et PlayStation 4, édité par Milestone en 2017 ;
- MotoGP 18 pour Xbox One, PC, Nintendo Switch et PlayStation 4, édité par Milestone en 2018;
- MotoGP 19 pour Xbox One, PC, Nintendo Switch et PlayStation 4, édité par Milestone en 2019;
- MotoGP 20 pour Xbox One, PC, Nintendo Switch, Google Stadia et PlayStation 4, édité par Milestone en 2020;
- MotoGP 21 pour Xbox One, Xbox Series, PC, Nintendo Switch, PlayStation 4 et PlayStation 5, édité par Milestone en 2021;